# Lara Lamberti
Lara Lamberti (* 20. März 1967 in Marseille, Frankreich), auch als Lara Naszinsky oder Lara Lamberti-Sagliano bekannt, ist eine deutsch-italienische Schauspielerin, Schriftstellerin, Drehbuchautorin und Filmproduzentin.

## Biografie
Lara Naszinsky besuchte von 1981 bis 1984 die Schauspielschulen von Else Bongers und Erika Dannhoff in Berlin. Zwischen 1988 und 1994 absolvierte sie Kurse für Operngesang in Rom und Berlin und zwischen  1991 und 1997 war sie an der Freien Universität Berlin immatrikuliert (Psychologie und Musikwissenschaft). Sie spielte 1985 eine Nebenrolle in Richard Fleischers Fantasyfilm „Red Sonja“ und 1987 die weibliche Hauptrolle in Lucio Fulcis Horrorfilm „Aenigma“. Seit Anfang der 1980er Jahre übernimmt sie häufig Rollen in italienischen Fernsehproduktionen. Lara Naszinsky ist die Nichte von Klaus Kinski und die Cousine von Pola Kinski, Nastassja Kinski und Nikolai Kinski. In Filmcredits wird sie auch als Lara Lamberti oder Lara Lamberti-Sagliano aufgeführt. Außer Deutsch und Italienisch spricht sie Spanisch, Englisch, Französisch und Polnisch.
Im Jahr 2013 erschien ihr erster Roman, „Mystica - The Beginning“, herausgegeben von AK Digital, Barcelona.

## Filmografie
- 1983: Il Ras del quartiere – Regie: Carlo Vanzina; Drehbuch: Diego Abatantuono, Carlo Vanzina, Enrico Vanzina
- 1983: La Casa con la scala nel buio (A Blade in the Dark; House of the Dark Stairway) – Regie: Lamberto Bava; Drehbuch: Elisa Briganti; Dardano Sacchetti
- 1984: In punta di piedi (Street Dance) – Regie: Giampiero Mele; Drehbuch: Giampiero Mele
- 1984: Windsurf - Il vento nelle mani – Regie: Claudio Risi; Drehbuch: Ugo  Liberatore, Claudio Risi, Maria Nunzia Tambara
- 1984: Red Sonja – Regie: Richard Fleischer; Drehbuch: Robert E. Howard, Clive Exton, George MacDonald Fraser
- 1985: Sogni e bisogni, Fernsehserie – Regie: Sergio Citti; Drehbuch: Sergio Citti (Rai Due)
- 1986: Mahuliena, zlatá panna (Mahuliena, Golden Maiden; Der treue Johannes), Märchenfilm nach den Brüdern Grimm – Regie: Miloslav Luther; Drehbuch: Miloslav Luther; Martin Porubjak
- 1987: Secondo Ponzio Pilato – Regie: Luigi Magni; Drehbuch: Luigi Magni
- 1987: Aenigma – Regie: Lucio Fulci; Drehbuch: Lucio Fulci
- 1988: Guerra di spie, Fernsehserie – Regie: Duccio Tessari; Drehbuch: Ottavio Alessi, Corrado Augias, Massimo De Rita, Franco Giraldi, Duccio Tessari
- 1988: Rally, Fernsehserie – Regie: Sergio Martino (Rai Uno)
- 1989: La Formula mancata, Fernsehfilm – Regie: Carlo Lizzani; Drehbuch: Adriano Bolzoni, Mino Milani(Rai uno)
- 1993: Der Showmaster, Fernsehfilm – Regie: Hartmut Griesmayr; Drehbuch: Krystian Martinek, Neithardt Riedel (ZDF)
- 1993: Die Männer vom K3 (Fernsehserie, Folge Das 3. Mädchen)
- 1994: Ein Fall für zwei (Fernsehserie, Folge Das fremde Herz)
- 1995: So ist das Leben! Die Wagenfelds (Fernsehserie)
- 1998: Wolffs Revier (Fernsehserie, Folge Im Visier)
- 2000–2007: Alles Atze, Fernsehserie (RTL)
- 2002: Un Posto al sole, Fernsehserie – Regie: Giambattista Avellino, Gabriele Muccino, Stefano Sollima; Drehbuch: Gianni Gatti, Menotti (Pseudonym von Roberto Marchionni)